# Bucket Banquet Bis
Bucket Banquet Bis（バケット・バンケット・ビス）は、日本のドラマー、YouTuber。ロックバンドBIGMAMAのメンバー。

## 来歴
2019年8月11日、米津玄師「パプリカ」のドラム演奏動画をYouTubeに投稿し活動を開始。同年10月には、King Gnu「白日」の演奏動画を投稿したところ、Twitterで勢喜遊からリアクションされた。
2020年8月に、リアド偉武（現・［Alexandros］）脱退後のBIGMAMAに1年間サポートメンバーとして参加した後、2021年5月9日の母の日ワンマンライブにて正式メンバーとして加入。

## 人物
YouTubeでは、ドラムにまつわる動画を投稿しており、企画・撮影・編集・実演を全て自分一人で行っている。
頭にバケツを被っているのが特徴で、素顔、出身地、生年月日等は非公表であるが、チャンネル開設日である2019年7月7日を自身の誕生日としている。
BIGMAMAでのアルバムレコーディングは『Tokyo Emotional Gakuen』が初参加となる。
ドラマーでありながらギターの演奏もできることから、BIGMAMA加入以降「物理 | Time is like a Jet coaster」や「戦慄迷宮」など一部楽曲の作曲を担当している。

## ディスコグラフィ

### 参加作品
| 発売日        | アーティスト | 曲名           |            |
| ------------- | ------------ | -------------- | ---------- |
| 2022年7月20日 | SUIREN       | 「アオイナツ」 | ドラム演奏 |

## サポート参加
※後に正式メンバーとなったBIGMAMAは除く。
- SUIREN - SAKAE SP-RING2024 HOLIDAY NEXT NAGOYA（2024年6月2日）[11]
- SUIREN - 「久遠 2nd Album「千夜一夜」リリースツアー “1001″」（2025年1月10日、1月11日、1月24日）[12]